# Beaufay
 Beaufay  es una población y comuna francesa, situada en la región de Países del Loira, departamento de Sarthe, en el distrito de Le Mans y cantón de Ballon.

## Demografía
| 1231 | 1156 | 1105 | 1103 | 1063 | 1103 |
| Para los censos de 1962 a 1999 la población legal corresponde a la población sin duplicidades (Fuente: INSEE [Consultar]) |      |      |      |      |      |